# 리치 블랙모어
리치 블랙모어(영어: Ritchie Blackmore, 1945년 4월 14일 ~ )는 영국의 기타리스트이자 작곡가이다. 1968년 딥 퍼플의 창립 멤버로 기타 리프 소리와 오르간 소리를 섞은 잼 스타일의 하드 록 음악을 연주했다. 그는 기타 리프 작곡과 고전적인 영향을 받은 독주곡의 작곡을 많이 한다.
그의 솔로 활동 동안, 블랙모어는 바로크 음악의 영향과 하드 록의 요소들을 융합시킨 헤비 메탈 밴드 레인보우를 창립했다. 레인보우는 꾸준히 주목받는 팝 스타일의 메인스트림 록으로 옮겨갔다. 그는 후에 현재 아내인 캔디스 나이트와 함께 전통적인 포크 록 프로젝트인 블랙모어스 나이트를 결성하여 보컬 중심의 사운드로 전환했다.
딥 퍼플의 멤버로서 블랙모어는 2016년 4월 로큰롤 명예의 전당에 입성했다. 그는 《기타 월드》와 《롤링 스톤》과 같은 출판물에 의해 역대 가장 위대하고 영향력 있는 기타리스트 중 한 명으로 언급된다.

## 어린 시절
블랙모어는 서머싯주 웨스턴슈퍼메어에 있는 알렌데일 요양원에서 루이스 J. 블랙모어와 바이올렛의 차남으로 태어났다. 그의 아버지는 카디프에서 태어났고 친할아버지는 웨일스 스완지에서 태어났다. 블랙모어가 두 살 때 가족은 미들섹스의 헤스턴으로 이사했다. 그는 11세 때 아버지로부터 제대로 연주하는 법을 배우는 등 특정한 조건으로 첫 기타를 받았기 때문에 1년 동안 클래식 기타를 배웠다.
1979년 《사운즈》 매거진과의 인터뷰에서 블랙모어는 자신이 기타를 시작하게 된 것은 뛰어다니며 연주하던 영국의 음악가 토미 스틸처럼 되고 싶었기 때문이라고 말했다. 블랙모어는 학교를 싫어했고 그의 선생님들을 싫어했다.
재학 중 블랙모어는 투창을 포함한 스포츠에 참가했다. 그는 15살에 학교를 떠나 인근 히스로 공항에서 라디오 정비사 견습생으로 일하기 시작했다. 그는 세션 기타리스트 빅 짐 설리번에게 일렉트릭 기타를 배웠다.

## 사생활
1964년 5월, 블랙모어는 독일에서 온 마르기트 볼크마르와 결혼했다. 그들은 1960년대 후반에 함부르크에 살았다. 그들의 아들인 위르겐은 투어 헌정 밴드 오버 더 레인보우에서 기타를 연주했다. 이혼 후 블랙모어는 1969년 9월 독일 출신의 전직 무용수 베어벨과 1970년대 초 이혼할 때까지 결혼했다. 그 결과 그는 독일어를 유창하게 구사한다.

## 음반 목록

### 딥 퍼플
- Shades of Deep Purple (1968년)
- The Book of Taliesyn (1968년)
- Deep Purple (1969년)
- Concerto for Group and Orchestra (1969년)
- Deep Purple in Rock  (1970년)
- Fireball (1971년)
- Machine Head (1972년)
- Made in Japan (1972년)
- Who Do We Think We Are (1973년)
- Burn (1974년)
- Stormbringer (1974년)
- Perfect Strangers (1984년)
- The House of Blue Light (1987년)
- Slaves and Masters (1990년)
- The Battle Rages On... (1993년)

### 레인보우
- Ritchie Blackmore's Rainbow (1975년)
- Rising (1976년)
- Long Live Rock 'n' Roll (1978년)
- Down to Earth (1979년)
- Difficult to Cure (1981년)
- Straight Between the Eyes (1982년)
- Bent Out of Shape (1983년)
- Stranger in Us All (1995년)